# Carson City
|  | Per a altres significats, vegeu «Carson City (pel·lícula)». |

Carson City és la capital de l'estat de Nevada, als Estats Units d'Amèrica. Es tracta de la sisena ciutat de l'estat en nombre d'habitants, ja que, segons el cens del 2024, la població és de 58.148 habitants. Carson City és actualment una ciutat independent, ja que no forma part de cap comtat.
Com moltes ciutats i pobles a Nevada, Carson City va ser fundada als anys del boom de la recerca de mines i minerals; en el cas de Carson City va ser la plata.

## Geografia

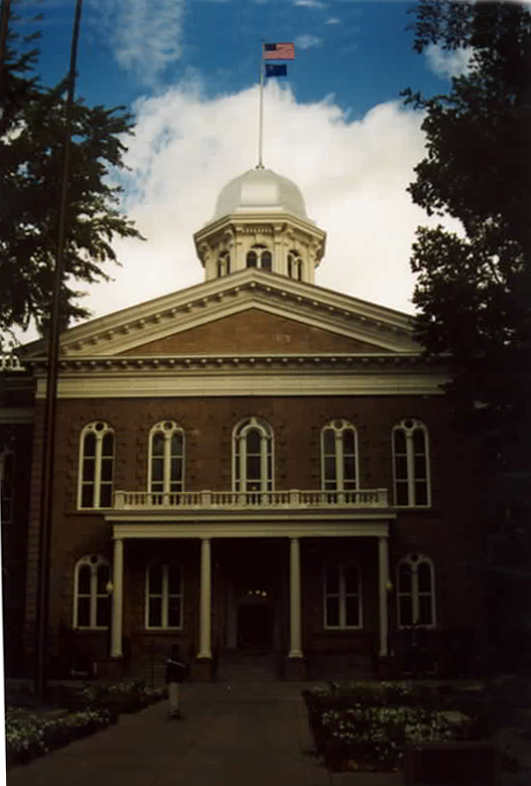
Capitoli de Nevada, Carson City

Carson City està localitzat en els paral·lels 39º9´39" nord i en el 119º45´14" oest. La seva zona horària és l'oest.
D'acord amb l'Agència Geogràfica dels Estats Units, Carson City té una àrea total de 403,2 km², dels quals 371.3 km² són terra ferma i 31.9 km² són aigua.
Carson City es troba a la part més oest de Nevada, i les seves terres limiten amb el llac Tahoe per l'oest.

## Demografia
Segons el cens de 2000 la població de Carson City és de 52.457 habitants, el que representa una densitat de 141 habitants/km². A la ciutat hi ha 20.171 habitatges i 13.252 famílies.
La configuració racial de la ciutat és senzilla. D'acord als criteris de raça i etnicitat en el cens dels Estats Units el 85,30% de la població és blanca, l'1,80% són afroamericans, 2,40% són indis nadius americans, l'1,77% són asiàtics i el 14,23% de la població són hispans o llatins.

## Cultura
El llibre The Basque Hotel, Nascut a Amèrica de l'escriptor Robert Laxalt està ambientat al Carson City de les primeres dècades del segle xx.
- Museu Estatal de Nevada
- Museu Estatal del Ferrocarril de Nevada